# Ragnvald Soma
Ragnvald Soma (ur. 10 listopada 1979 w Kvernalandzie) – norweski piłkarz występujący na pozycji obrońcy.

## Kariera klubowa
Soma zawodową karierę rozpoczynał w 1996 roku w drugoligowym klubie Bryne FK. W sezonie 1999 awansował z nim do ekstraklasy. Zadebiutował w niej 16 kwietnia 2000 w przegranym 0:3 meczu z Tromsø IL. 19 kwietnia 2000 w przegranym 1:2 spotkaniu z FK Bodø/Glimt zdobył pierwszą bramkę w trakcie gry w pierwszej lidze norweskiej.
W styczniu 2001 roku Soma podpisał kontrakt z West Hamem United. W Premier League pierwszy mecz zaliczył 3 lutego 2001 przeciwko Liverpoolowi (0:3). Przez półtora roku rozegrał 7 spotkań w Premier League.
Latem 2002 roku powrócił do Bryne. W sezonie 2003 spadł z nim do drugiej ligi. Wówczas odszedł do pierwszoligowego SK Brann. W sezonie 2004 zajął z nim 3. miejsce w lidze. W 2006 roku trafił do również pierwszoligowego Vikingu Stavanger. Pierwszy występ zanotował tam 9 kwietnia 2006 przeciwko Hamarkameratene (0:0). W sezonie 2007 zajął z klubem 3. miejsce w lidze.
Latem 2009 roku Soma trafił do austriackiego Rapidu Wiedeń. W Bundeslidze zadebiutował 23 sierpnia 2009 w wygranym 4:1 meczu z LASK Linz. 26 września 2009 w wygranym 3:1 spotkaniu z SC Wiener Neustadt zdobył pierwszą bramkę w Bundeslidze. Następnie grał w FC Nordsjælland i Lyngby BK, w którym zakończył karierę.

## Kariera reprezentacyjna
Soma rozegrał dwa spotkania w reprezentacji Norwegii U-21. W kadrze seniorskiej zadebiutował 18 sierpnia 2004 w zremisowanym 2:2 meczu z Belgią. Do 2005 roku w drużynie narodowej rozegrał 5 spotkań.